# Maria Răducanu
Maria Răducanu (* 3. November 1967 in Huși) ist eine rumänische Ethno-Jazzsängerin mit breitem weltmusikalischem Horizont.

## Wirken
Răducanu, die französische Literatur an der Universität Alexandru Ioan Cuza Iași und der Universität Bukarest studierte, ist als Musikerin Autodidakt. Sie ist gleichermaßen offen für die Musik des Balkan wie Rembetika, Blues und Fado. 2002 veröffentlichte sie unter eigenem Namen zwei Alben mit Vlaicu Golcea und Sorin Romanescu; es folgten zwei Alben mit dem Pianisten Mircea Tiberian und 2005 zwei Alben mit russischen und spanischen Liedern, die sie mit dem Gitarristen Maxim Belciug interpretierte. 2010 erschien bei Tzadik ihr Album Ziori. Im Folgejahr legte sie mit Mircea Tiberian und Lisle Ellis das Album Rosa das Rosas vor, dem Corindeni (2014) folgte. Zudem verfasste sie die Musik zu dem Spielfilm Si atunci... ce e libertatea? (2018).

## Diskographische Hinweise
- Hospital of Love – Spitalul Amorului (2020, mit Niko Meinhold, Chris Dahlgren, Michael Griener)
- Maria Răducanu / Mircea Tiberian: Corindeni (Soft Records, 2014)
- Ziori (Tzadik, 2010, mit Marc Ribot, Nicolai Adi Chiru)
- Maria Răducanu & Krister Jonsson: Pure Music (The End Film, 2008)
- Cantece din Rasarit / Chants du Levant (Institut Français de Bucarest, 2005, mit Jan Roder)
- Mircea Tiberian, Maria Răducanu: Lumini (La Strada Music, 2004)
- Mircea Tiberian, Maria Răducanu, Ben Abarbanel-Wolff, Maurice de Martin: Viata Lumij (Jam Records, 2003)
- Maria Răducanu, Vlaicu Golcea, Sorin Romanescu: Pe vale (La Strada Music, 2002; nominiert in Rumänien als beste Jazzplatte des Jahres)